# Distretto di Český Krumlov
Il distretto di Český Krumlov (in ceco okres Český Krumlov) è un distretto della Repubblica Ceca nella regione della Boemia Meridionale. Il capoluogo di distretto è la città di Český Krumlov.

## Geografia antropica
Il distretto conta 45 comuni:

### Città
- Český Krumlov
- Horní Planá
- Kaplice
- Rožmberk nad Vltavou
- Velešín
- Vyšší Brod

### Comuni mercato
- Besednice
- Frymburk
- Křemže
- Přídolí

### Comuni
- Benešov nad Černou
- Bohdalovice
- Brloh
- Bujanov
- Chlumec
- Chvalšiny
- Černá v Pošumaví
- Dolní Dvořiště
- Dolní Třebonín
- Holubov
- Horní Dvořiště
- Hořice na Šumavě
- Kájov
- Lipno nad Vltavou
- Loučovice
- Malonty
- Malšín
- Mirkovice
- Mojné
- Netřebice
- Nová Ves
- Omlenice
- Pohorská Ves
- Přední Výtoň
- Přísečná
- Rožmitál na Šumavě
- Soběnov
- Srnín
- Střítež
- Světlík
- Větřní
- Věžovatá Pláně
- Zlatá Koruna
- Zubčice
- Zvíkov

### Area militare
- Boletice